# Aïn Zerga
Aïn Zerga est une commune de la wilaya de Tébessa en Algérie.